# 博裕资本
博裕资本（英語：Boyu Capital Investment Management Co., Limited）是一家成立于2010年的私募股权投资基金，公司创始人包括已故中共中央总书记江泽民的孙子江志成和前TPG合伙人马雪征。其在中国大陆的投资公司是国开博裕（上海）股权投资管理有限责任公司。2021年2月，该公司的部分业务从香港总部搬遷至新加坡。

## 投资案例
博裕资本投资的初创公司包括旷视科技，爱奇艺，猿辅导等。除了风险投资，博裕资本还曾于2012年帮助阿里巴巴集团回购雅虎持有的股票。

### 商业地产
在商业地产领域，2011年中，博裕资本出资约8千万美元投资日上免税行40%股份并控股（2017年日上免税行的51%股权被中免集团收购）。2017年，博裕资本出资15亿元持有万物云25%的股份，此次投资在2021年用7%的股份套现69.86亿元。2022年，博裕出资6.06亿美元收购物业管理公司金科服务。

### 医疗健康
自2019年，博裕资本投资了多家医疗健康领域的企业，包括精锋医疗，微远基因，博动医学，翰森制药，芳拓生物等。

### 合作基金
2019年，博裕资本联合来自真格基金，浅石创投的投资人创立了万物投资，专注于互联网与科技、消费服务以及医疗健康等早期创业领域的投资。

## 募资历史
截止2021年2月，博裕资本资产管理规模已超过300亿美元。
| 基金                         | 起始投资年份 | 资本规模 ($m) |
| ---------------------------- | ------------ | ------------- |
| Boyu Capital Fund I, L.P.    | 2014         | USD 239       |
| Boyu Capital Fund II, L.P.   | 2014         | USD 596       |
| Boyu Capital Fund III, L.P.  | 2016         | 未披露        |
| Boyu Capital Fund IV, L.P.   | 2018         | 未披露        |
| Boyu Capital Fund V, L.P.    | 2021         | USD 3,600     |
| Boyu Capital Vantage US Fund | 2021         | USD 30        |